# Tanita lineaalba
Tanita lineaalba är en insektsart som först beskrevs av Bolívar, I. 1889.  Tanita lineaalba ingår i släktet Tanita och familjen Pyrgomorphidae. Inga underarter finns listade i Catalogue of Life.